# James Davenport Whelpley
James Davenport Whelpley (n. 23 ianuarie 1817, New York City, New York, SUA – d. 15 aprilie 1872) a fost un medic, autor, editor, inventator și metalurgist american.

## Biografie
James Whelpley s-a născut în New York City la 23 ianuarie 1817, ca fiul reverendului⁠(d) Philip Melanchthon Whelpley (22 decembrie 1794 – 17 iulie 1824) și al soției sale, Abigail Fitch Davenport (17 noiembrie 1791 – iunie 1864). Philip Whelpley a fost, din mai 1815 până la moartea sa, pastor al Primei Biserici Prezbiteriene, aflată atunci pe Wall Street în New York City. Abigail Whelpley a fost o descendentă a Rev. John Davenport, fondator al coloniei New Haven.

## Lucrări scrise
Aceasta este o listă parțială:

### Articole științifice și istorice
- James Dwight Dana and James Whelpley, "On two American Species of the Genus Hydrachna," in The American Journal of Science and Arts, Vol. 30, No. 2 (iulie 1836), p. 354.
- James D. Whelpley, "The Hindoos, their Laws, Customs, and Religion," in The American Whig Review, Vol. 1 (martie 1845), p. 290.
- James D. Whelpley, "Castes and Occupations of India," in The American Whig Review, Vol. 1 (aprilie 1845), p. 394.
- James D. Whelpley, "Idea of an Atom, suggested by Phenomena of Weight and Temperature," in The American Journal of Science and Arts, Vol. 48, No. 2 (aprilie 1845), p. 352.
- James D. Whelpley, "On the mechanical and chemical treatment of gold and other metals," in The American Journal of Science and Arts, Vol. 37 (a doua serie), No. 109 (mai 1864), p. 401.
- James D. Whelpley, "Birth of the Solar System," in The Atlantic Monthly (februarie 1869).
- James D. Whelpley, "Critical Examination of the Ideas of Inertia and Gravitation," in Von Nostrand's Eclectic Engineering Magazine, Vol. 5, No. 35 (noiembrie 1871), p. 496.
- James D. Whelpley, "Critical Examination of the Ideas of Inertia and Momentum," in Von Nostrand's Eclectic Engineering Magazine, Vol. 6, No. 37 (ianuarie 1972), p. 81.

### Povestiri
- J. D. Whelpley, "Zadec's Story, The Magician," in The American Whig Review, Vol. 4 (octombrie 1846), p. 373.
- J. D. Whelpley, "The Denslow Palace," in The Atlantic Monthly (iulie 1858).
- James Davenport Whelpley, "The Lady of Bellisle," in Harpers New Monthly (1859).
- James Davenport Whelpley, "He Was Always Such a Fool," in Harpers New Monthly (ianuarie 1860), p. 93.
- James Davenport Whelpley, "Family at Brantone," in Harpers New Monthly (1862).
- James Davenport Whelpley, "The Atoms of Chladni," in Harpers New Monthly (ianuarie 1862).
- James Davenport Whelpley, "Courtship by Character," in Harpers New Monthly (ianuarie 1862).

### Poezii
- J. D. Whelpely, "April", in The American Whig Review, Vol. 5 (April 1847), p. 339.
- J. D. Whelpely, "Covetousness", in The American Whig Review, Vol. 6 (decembrie 1847), p. 618.

### Despremetalurgie
- Jacob J. Storer and James Davenport Whelpley, Whelpley & Storer's New Method of Separating Metals from Sulphurets and Other Ores, with a Brief Description of Furnace and Machinery Employed (1866).
- James Davenport Whelpley, The Boston Milling & Manufacturing Co.'s Improved Machinery for Working Gold and Silver Ores (1866).
- Jacob J. Storer and James Davenport Whelpley, Crushing and Pulverizing Machinery Breakers and Pulverizers, Invented and Patented by James D. Whelpley and Jacob J. Storer, Manufactured and Sold by Jacob J. Storer (Boston: 1869).
- James D. Whelpley and J.J. Storer, Pulverized Fuel Process and Method of Setting Boilers for the Consumption of Waste Coal (Boston: 1871).
- James D. Whelpley, M.D., "On the Fusion of Wrought or Fibrous Iron in the Large Way in Reverberatory Furnaces," in Von Nostrand's Eclectic Engineering Magazine, Vol. 5, No. 31 (iulie 1971), p. 43.
- Jacob J. Storer and James D. Whelpley, "Comparative Efficiency of Different Kinds of Boiler Plates for Steam Generation," in Scientific American, Vol. 25, No. 21 (18 noiembrie 1871), p. 324.